# Megalestes micans
Megalestes micans – gatunek ważki z rodziny Synlestidae. Występuje w południowej Azji – odnotowano go w północno-wschodnich Indiach, południowych Chinach oraz północnym Wietnamie. Taksony Megalestes discus i Megalestes raychoudhurii, wyszczególnione jako osobne gatunki w Czerwonej księdze gatunków zagrożonych IUCN, uznawane są przez autorów World Odonata List za synonimy Megalestes micans.